# ロード・ライアン・キング・オブ・アームズ

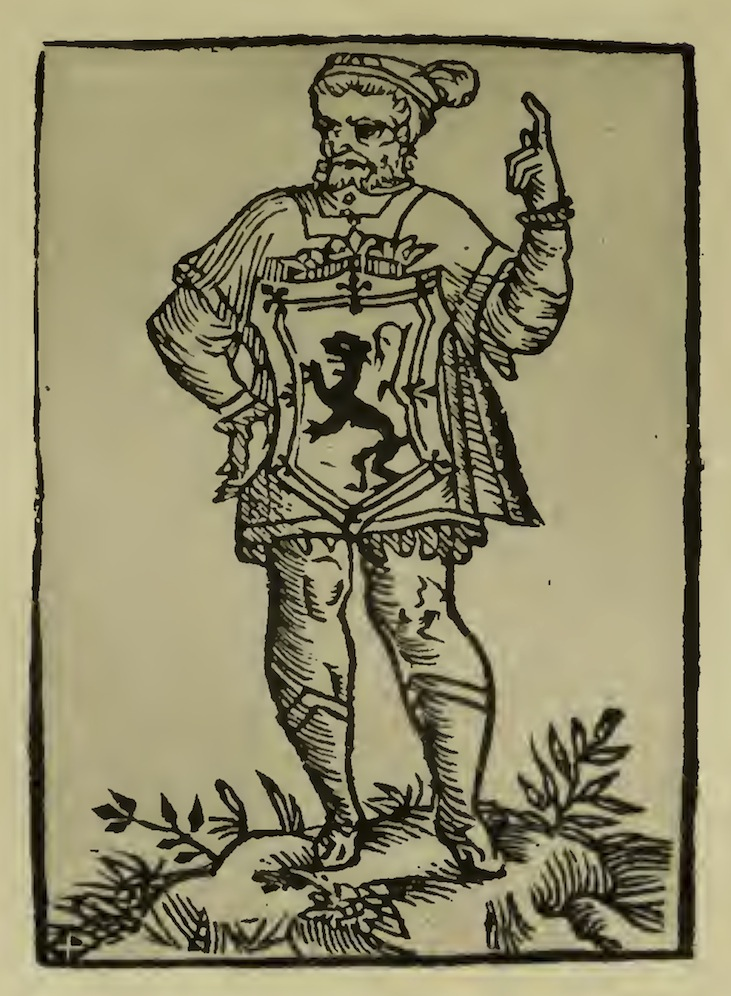
サー・デイヴィッド・リンジー・オブ・ザ・マウント。ルネサンス期の詩人および外交官で1542年～1554年にロード・ライアンを務めた。

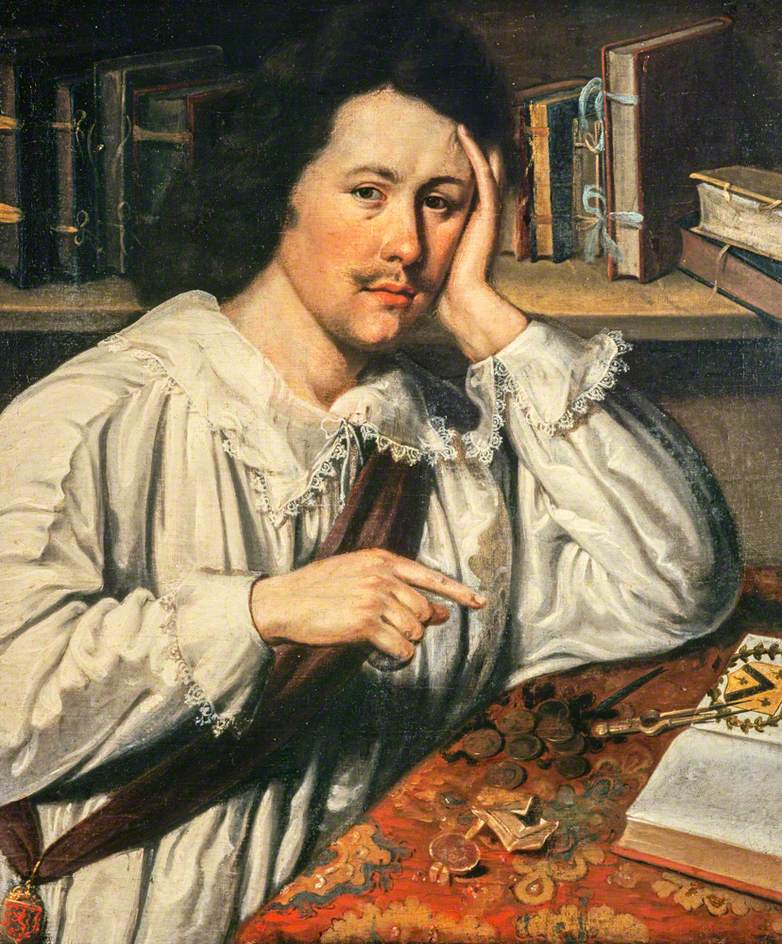
初代準男爵サー・ジェームス・バルフォア。歴史学者、年代記編者で1630年～1654年にロード・ライアンを務めた。クロムウェルにより解任。

1673年制作のロード・ライアンの印章。ロード・ライアンの紋章をかたどっている。

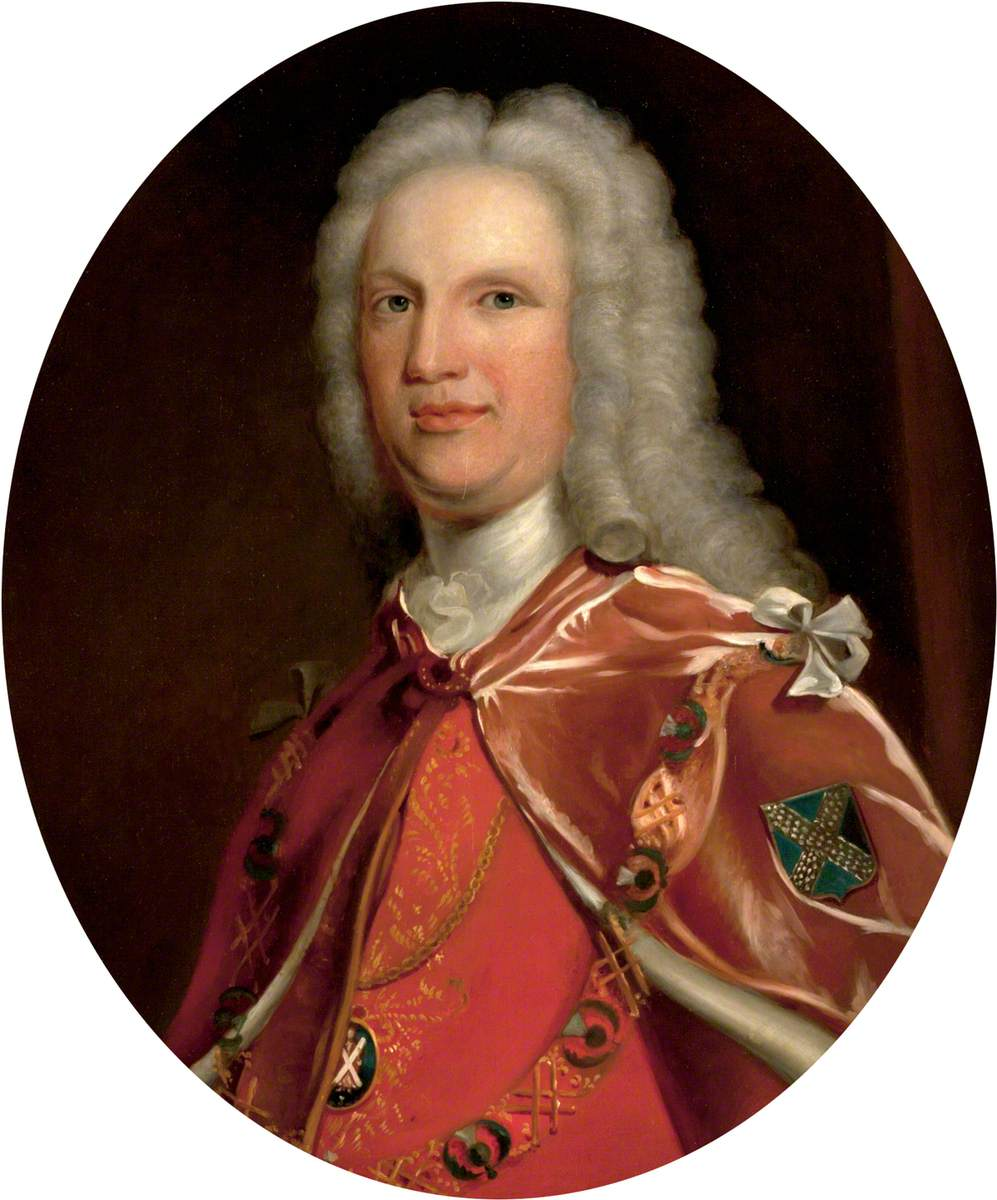
第19代ブロディ氏族長アレクサンダー・ブロディ。1727年～1754年にロード・ライアンを務めた。政治的な報酬として任命されたが仕事には真面目に取り組んだとされる。

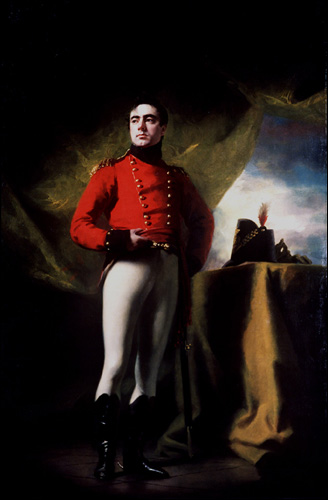
第11代キノール伯爵トマス・ヘイ＝ドラモンド。1804年～1866年にロード・ライアンを務めた。ロード・ライアンを閑職ととらえ、任務のほとんどを補佐官に任せていたとされる。

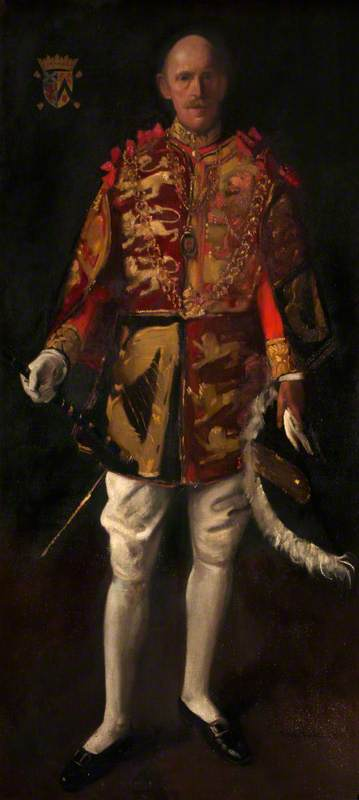
サー・ジェームス・バルフォア・ポール。スコットランドについての著書が多くある学者兼弁護士で、1890年～1926年にロード・ライアンを務めた。

ロード・ライアン・キング・オブ・アームズ（Lord Lyon King of Arms）は、コート・オブ・ザ・ロード・ライアン（ライアン裁判所）の長であり、スコットランドにおける紋章の記録や新たな紋章の認可を管轄する。スコットランドの国務大官の中では最下位に位置し、敬称は「閣下」。なお、ライアン裁判所は現存する紋章を管轄する裁判所として、世界最古のものである。 
以前はHigh Sennachieと呼ばれており、「ロード・ライアン」という呼び名はスコットランドの紋章の一部であるライオンから来ている。19世紀まではライアン補佐官が置かれ、実務を執り行っていたが、1866年以降設けられていない。   

## 職務
ロード・ライアンはスコットランドにおいての国家儀式の監督、個人や団体への新たな紋章の認可、系図や既存の紋章の使用権の承認、クランの氏族長やクランタータンの記録を行う。ロード・ライアンが紋章を記録する登録簿（Public Register of All Arms and Bearings in Scotland）は1672年からのものである。 
ライアン裁判所は政府機関であるため、紋章の付与に支払われる手数料は大蔵省に納められる。許可なき紋章の使用はスコットランドでは脱税とみなされ、犯罪とされる。紋章に関する裁判はロード・ライアンを唯一の裁判官とするライアン裁判所にてなされ、控訴は民事上級裁判所（Court of Session）に対して行われる。ただし、紋章の不認可に関しては行政手続きの一環であるため控訴はできず、司法審査（英語版）が可能なのみである。   

## イングランドでの相当職

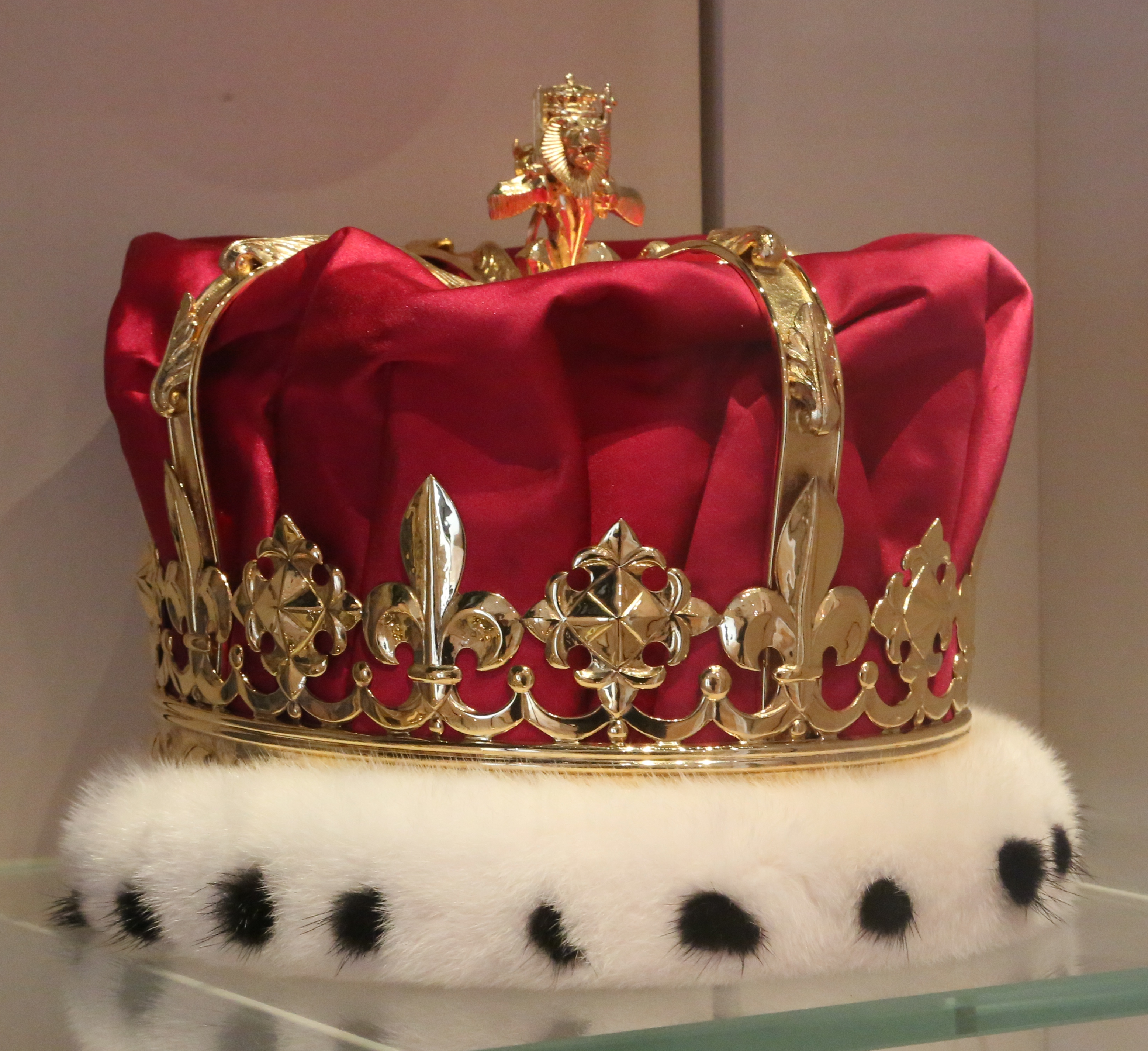
ロード・ライアン・キング・オブ・アームズの宝冠

イングランドにおいてのロード・ライアン・キング・オブ・アームズに相当する職は分野によって複数存在する。
- 国家儀式の統括と紋章の交付という点では軍務伯がこれに相当する。
- 紋章官としてはイングランドには以下の3人のキング・オブ・アームズが存在する。なお、ロード・ライアン・キング・オブ・アームズとは異なり紋章の交付は軍務伯の権限である。
  - ガーター・プリンシパル・キング・オブ・アームズ（Garter Principal King of Arms）…全体の統括
  - クラレンスー・キング・オブ・アームズ（Clarenceux King of Arms）…イングランド南部
  - ノロイ・アンド・アルスター・キング・オブ・アームズ（Norroy and Ulster King of Arms）…イングランド北部・北アイルランド
- 紋章を管轄する裁判所としてはハイ・コート・オブ・シバリー（High Court of Chivalry）が存在するが、民事専門の裁判所であり、最後に開かれたのは1954年である。これに対しライアン裁判所は刑事裁判所としての機能を併せ持ち、紋章が不正に使用されている部分の破壊を行うことができるなど強い権限を持つ。

ロード・ライアンはスコットランド国王旗（英語版）である「ライオン・ランパント」を使用することのできる数少ない人の一人である。

## シンボル
1998年にロード・ライアンの職位を示すカラー（英語版）が新調された。これは40の金の環をつなぎ合わせたもので、スコットランド専用のものとしては1746年のカロデンの戦い後に行方不明になったもの以来である（新調以前はイングランドのキング・オブ・アームズと同様のものを使用していた）。 
また、2003年には、スコットランド国王冠（英語版）のデザインをベースに、ロード・ライアンの宝冠も新調された。エリザベス王太后の宝冠と同様、不敬にあたるのを防ぐために戴冠式の際にはアーチの部分が取り外せるようになっている。

## 歴代ロード・ライアンおよび補佐官

### ロード・ライアン・キング・オブ・アームズ
| 個人紋章 | 名前 | 在職期間                       | 備考 | 脚注                 |
| -------- | --- | ------------------------------ | --- | -------------------- |
|          | 不明 | （1377年）～1399年             | 1318年にロバート1世がロード・ライアンを設けたという説があるが、真偽は不明である。アブロアス修道院の修道士であったウィリアム・デ・ピッテンウィームが15世紀に唱えたのがこの説のはじめとされる。 大蔵省などの記録によれば、ロード・ライアン（当時は「ライアン・ヘラルド（Lyoun Herauld）」）が設けられたのは1377年だとされている。 | [ 8 ]                |
|          | ヘンリー・グレーヴ Henry Greve                                                                           | 1399年頃                       | ロード・ライアン自体は1999年以前から存在したと思われているが、在職者の記録は1399年が初めである。 1399年のイングランドの公文書に「スコットランドの紋章官の長（King of Scottish Heralds）」であるヘンリー・グレーヴがイングランド王ヘンリー4世の戴冠式（あるいはその直後）にロンドン塔にいたという記録が残されている。 このころ、ロード・ライアンはイングランド及びフランスに対する外交使節の一員として度々記録されている。 | [ 9 ]                |
|          | ？・ダグラス ... Douglas                                                                                 | 1400年～1421年                 | 1391年以降、ダグラスの名前がHerald of the Kingとして頻繁に記録されている。また、1421年にはLyon Heraldとして記録されている。 |                      |
|          | アレクサンダー・ネアーン・オブ・サンドフォード Alexander Nairne of Sandford                              | 1437年～1450年                 | サンドフォード家創設者、ロード・ライアン、王室会計官（英語版） | [ 10 ]               |
|          | ダンカン・ダンダス・オブ・ニューリストン Duncan Dundas of Newliston                                      | 1450–1471                      | ジェームス・ダンダス・オブ・ザット・イルクの次男。イングランドへの外交使節として頻繁に派遣された。ニューリストン男爵領を得て、ダンダス家の分家であるダンダス・オブ・ニューリストン家を創設した。 | [ 11 ]               |
|          | ザ・レアード・オブ・ウッドヘッド The Laird of Woodhead                                                   | 1471年～1481年                 | | [ 12 ]               |
|          | 不明 | 1481年～1489年                 | 名前は不明だが、このロード・ライアンは1484年に国王の「sympell servant」としてフレミング卿夫人の苦情によってカンバーノールドに派遣されている。 公文書につけられた印章が残っており、それは3つのミュレット（星）の間に三日月が配置されていることから、名前がアーバスノットもしくはマレーだったのではないかとも推測される。 | [ 13 ]               |
|          | サー・アンドリュー・マレー・オブ・トリュイム Sir Andrew Murray of Truim                                  | 1489年～1496年                 | 前職はアルバニー・ヘラルド（英語版）もしくはイズレー・ヘラルド（英語版）。 |                      |
|          | ヘンリー・トムソン・オブ・ケイルー Henry Thomson of Keillour                                             | 1496年～1512年                 | トムソンはロード・ライアンとして複数の外交使節としての派遣を経験している。1505年にはジェームズ4世の代理としてデンマークに赴き、ジェームズ4世のいとこにあたるデンマーク王ハンスにスコットランドがデンマーク・スウェーデン戦争（英語版）に艦船を派遣することができないことを伝える役目を負っている。 前職はイズレー・ヘラルド。 | [ 14 ]               |
|          | サー・ウィリアム・カミング・オブ・インバーアロッキー Sir William Cumming of Inverallochy                 | 1512年～1519年                 | カミングはジェームズ4世からイングランド王ヘンリー8世への最後通牒を1513年8月11日にフランスのテルアンヌ（英語版）にて手渡すという重責を負っている。この時の会話の記録が残されており、また、ヘンリー8世がこの条件をのまなかったことでスコットランドとイングランドの間に戦争が勃発した。このことからフロデンの戦いでの敗北には立ち会っていないが、1513年9月21日のジェームズ5世の戴冠式には出席している。 1514年には、アンガス伯爵（英語版）とジェームズ4世の未亡人であるマーガレット・テューダーの結婚についての伯爵の召喚状を届けた際、祖父にあたるドラモンド卿（英語版）によって暴行を受けた。ロード・ライアンの地位の神聖さにより、ドラモンド卿はブラックネス城に監禁され、全財産を没収されたが、数か月の獄中生活ののち放免された。 前職はマーチモント・ヘラルド（英語版）。 | [ 15 ] [ 16 ]        |
|          | トマス・ペティグリュー・オブ・マグダーレンサイド Thomas Pettigrew of Magdalensyde                        | 1519年～1542年                 | ペティグリューについてはあまり記録が残っていないが、任期の大半の期間において実際の業務はペティグリューの死後ロード・ライアンについたサー・デイヴィッド・リンジー・オブ・ザ・マウントによって行われていたという。 前職はアンガス・ヘラルド（英語版）。 | [ 17 ] [ 18 ]        |

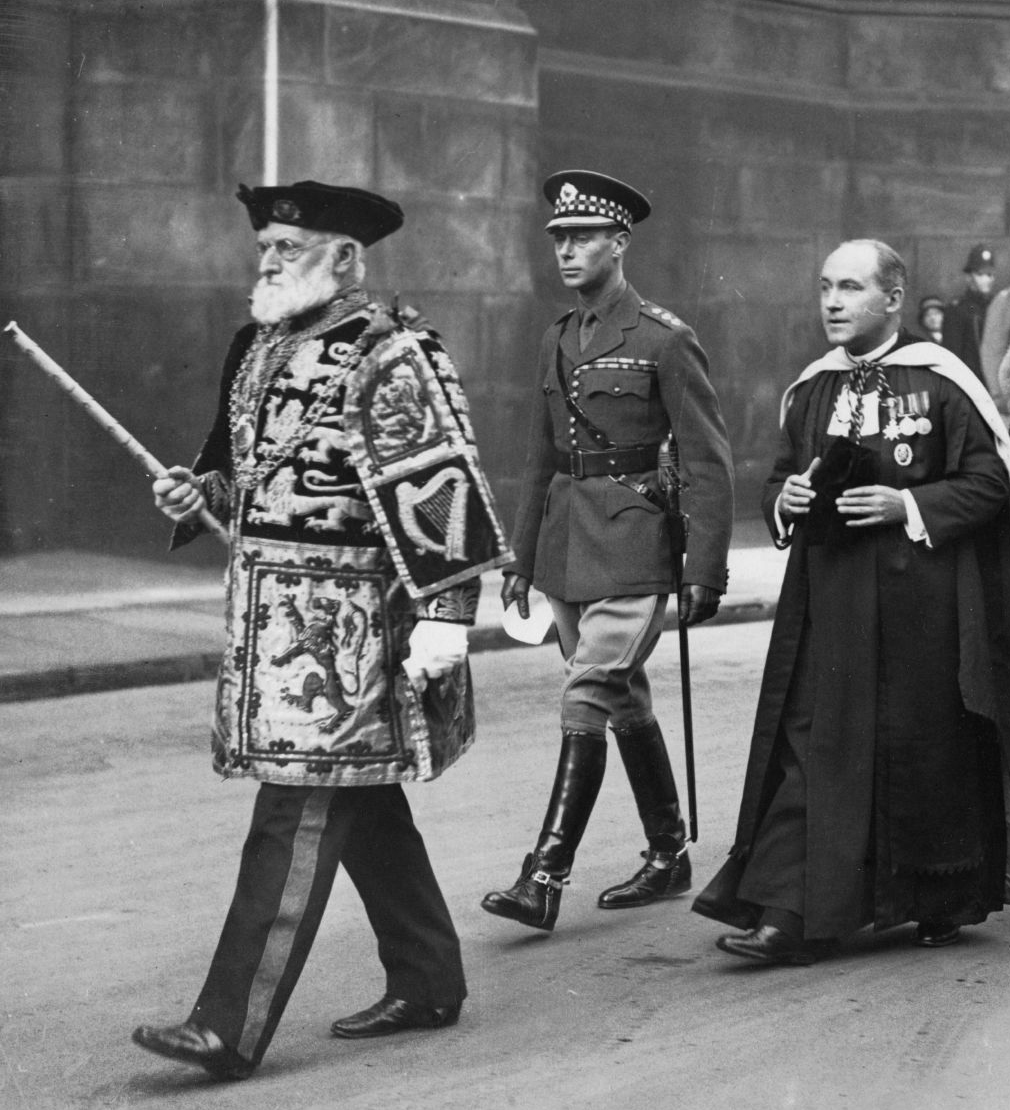
サー・フランシス・グラント（左）1929年～1945年にロード・ライアンを務めた。
写真は1933年にヨーク公（のちのジョージ6世）（中央）と共にセント・ジャイルズ大聖堂へ行進しているところ。

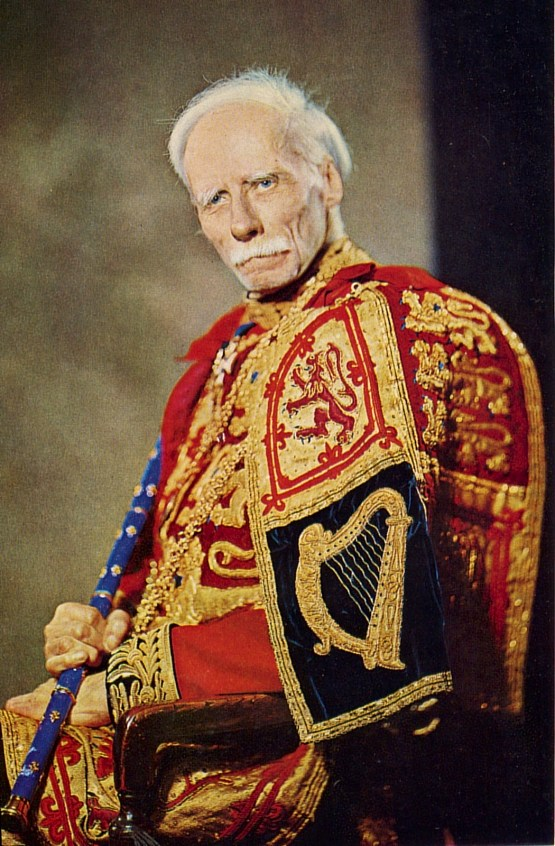
サー・トマス・インズ・オブ・レアニー。1945年～1969年にロード・ライアンを務めた。
イギリス国章をあしらった（スコットランド国章が強調されている）タバードを着て、職杖を持っている。

|          | サー・デイヴィッド・リンジー・オブ・ザ・マウント Sir David Lindsay of the Mount                          | 1542–1554                      | リンジーはロード・ライアンであるとともにスコットランド朝廷の桂冠詩人でもあり、前者として紋章に関わる業務に携わったり外交使節として海外に派遣されたほか、後者としては宗教や国体の改革について自由に意見を述べ、スコットランド宗教改革の中心的詩人になった。 1531年6月の最初のロード・ライアンとしての海外への派遣では、神聖ローマ皇帝カール5世の朝廷に出向き、スコットランドとオランダとの同盟を100年間延長した。 また、「スコットランド貴族・郷紳紋章記録簿（The Register of Arms of the Scottish Nobility and Gentry）」の作成を命じたのもリンジーである。これは1542年に完成したものの、1821年まで出版されることはなかった。 ロード・ライアンとしての給料はファイフのルスリー（英語版）の土地から得た。 前職はスノーダウン・ヘラルド（英語版）。                           | [ 19 ]               |
|          | サー・ロバート・フォーマン・オブ・ルスリー Sir Robert Forman of Luthrie                                  | 1555年～1567年                 | フォーマンは1540年にパーシバントになり、その年の11月にはロス・ヘラルド（英語版）に昇格した。1561年にメアリー・オブ・ギーズによってロード・ライアンに任命され、収入は前任者の多くと異なりコレシー（英語版）ではなくラシレットから得た。1567年に引退。 複数の紋章記録簿を統合した「ロード・ライアン記録簿（Register of Lord Lyon）」を作成した。 |                      |
|          | サー・ウィリアム・ステュアート・オブ・ルスリー Sir William Stewart of Luthrie                            | 1567年                         | 前職はロス・ヘラルドで1568年2月20日付でロード・ライアンに就任した。しかし、摂政ジェームス・ステュアートに対する殺害未遂疑惑によって半年もしないうちに職を解かれて逮捕され、翌1569年8月16日にセント・アンドルーズにて火刑に処された。 | [ 20 ]               |
|          | サー・デイヴィッド・リンジー・オブ・ラシレット Sir David Lindsay of Rathillet                            | 1568年9月13日年9月13日～1591年 | 3代前にロード・ライアンを務めたサー・デイヴィッド・リンジー・オブ・ザ・マウントとは兄弟もしくは異父母兄弟の関係にあたるとされる。 1554年以前にはディングウォール・パーシバント（英語版）を務めており、1561年にロスシー・ヘラルド（英語版）、1568年にロード・ライアンに昇格した。 1591年に死亡すると甥のサー・デイヴィッド・リンジー・オブ・ザ・マウント（2世）が後を継いだ。 |                      |
|          | サー・デイヴィッド・リンジー・オブ・ザ・マウント（2世） Sir David Lindsay of the Mount (Secundus)        | 1591年12月25日～1620年         | ロード・ライアンに就く2人目のサー・デイヴィッド・リンジー・オブ・ザ・マウントは1人目の兄弟のアレクサンダー・リンジーの子供であった。 就任式は1592年5月2日に行われ、ジェームズ6世自らが戴冠を行った。 1620年に義理の息子にあとを譲り、その2年後に生涯を終えた。 |                      |
|          | サー・ジェローム・リンジー・オブ・アナットランド Sir Jerome Lindsay of Annatland                         | 1620年11月8日～1630年          | リンジー・オブ・デュニオ・アンド・アナットランドは前任者サー・デイヴィッド・リンジー・オブ・ザ・マウントの娘と結婚しており、一族のロード・ライアン就任者の最後にあたる。 |                      |
|          | 初代準男爵サー・ジェームス・バルフォア Sir James Balfour of Denmilne and Kinnaird, 1st Baronet           | 1630年4月20日～1654年          | バルフォーは1630年に30歳でロード・ライアンに任命され、紋章官経験もなかったが、よく務めていたという。 1654年の退任はオリバー・クロムウェルによるもの。 |                      |
|          | サー・ジェームス・キャンベル・オブ・ローヤー Sir James Campbell of Lawers                                | 1658年5月13日～1660年          | 王政を撤廃し共和制を打ち立てたクロムウェルであったが、紋章官制度については維持し、2人のロード・ライアンを任命している。 1人目にあたるのがこのキャンベルで、1658年5月13日にウェストミンスターにて任命されている。 後任はギルバート・ステュアートという人が務め、王政復古の際に職を剥奪されている。 |                      |
|          | サー・アレクサンダー・ダーハム・オブ・ラーゴ Sir Alexander Durham of Largo                               | 1660年8月28日～1663年          | スコットランド王党派においての働きに対する報酬として任命。1663年に死去。 |                      |
|          | 初代準男爵サー・チャールズ・アースキン Sir Charles Erskine of Cambo, 1st Baronet                         | 1663年1月4日～1677年           | 1663年にチャールズ2世によって任命。 現在使用されているスコットランド全紋章公開記録簿（英語版）はサー・チャールズが開始したものである。なお、それ以前に使用されていた一覧簿は焼失・紛失やクロムウェルによって没収されたのか、発見されていない。 1677年6月27日に息子を「助手兼後継者」としてロード・ライアンを共同で務めるようにすることに成功し、同じ年に死去した。 |                      |
|          | 第2代準男爵サー・アレクサンダー・アースキン Sir Alexander Erskine of Cambo, 2nd Baronet                  | 1677年～1726年                 | 前述の計らいにより、サー・チャールズの死後、ロード・ライアンの座は息子のアレクサンダーにわたった。 有能な人材であり、1702年には次期ロード・ライアンを息子のアレクサンダーにする特許を得て、世襲のものとする事を宣言したが、息子に先立たれてしまった。 親戚の第23代マー伯爵ジョン・アースキンに誘われたのか、1715年ジャコバイト蜂起にも参加している。 1735年に死去しているが、ロード・ライアンからはそれ以前に解任されたと思われる。 |                      |
|          | 第19代ブロディ氏族長アレクサンダー・ブロディ Alexander Brodie, 19th of that Ilk                          | 1727年7月6日～1754年           | ブロディ城（英語版）の城主であり、1720年にエルギンシャー（英語版）から庶民院議員に選出され、ウォルポール＝タウンゼンド内閣の熱心な支持者であった。そのことによってロード・ライアンに任命され、年間300ポンドの報酬を与えられた。 権威に対して遠慮したりひいきをしたりすることなく業務を行うことで知られ、また、ハノーヴァー朝の支持者であったのにもかかわらず、ジャコバイト派の職員を守り、給料の減額を防いだり死刑からの恩赦を得たりした。 | [ 21 ] [ 22 ]        |
|          | ジョン・フック＝キャンベル・オブ・バンゲストン John Hooke-Campbell of Bangeston                          | 1754年4月3日～1795年           | キャンベル・オブ・コーダー氏族（英語版）の一員で初代コーダー男爵ジョン・キャンベルの甥にあたる。母親の一族からウェールズの資産を受け継いだとみられ、紋章一覧簿に「キャンベル＝フック」の名前で紋章を登録している。 特に任期後半においてはエディンバラにいることは少なかった。1795年に急死した。 | [ 23 ]               |
|          | ロバート・ボスウェル・オブ・セント・ボスウェルズ Robert Boswell of St. Boswells                          | 1795年～1796年                 | サミュエル・ジョンソンの伝記を書いたジェイムズ・ボズウェルのいとこにあたり、1770年からライアン官吏とライアン補佐官を務めていた。 1789年にはライアン補佐官としてエディンバラ大学に対する紋章交付状に署名している。 ジョン・フック＝キャンベルの死後、キノール伯爵のロード・ライアン任命まで暫定ロード・ライアンを務めた。 |                      |
|          | 第10代キノール伯爵ロバート・オリオール・ヘイ＝ドラモンド                                                 | 1796年5月26日～1804年          | 1751年にヨーク大主教ロバート・ヘイ・ドラモンド（英語版）の子として生まれる。 ドラモンドの姓と紋章は父親のロバートが曾祖父であるストラスアラン子爵（英語版）から1739年に、キノール伯爵（英語版）の地位はロバート・ヘイ＝ドラモンドが伯父のトマス・ヘイの死を受けて1787年12月27日に受け継いだものである。 1796年に枢密顧問官となり、ロード・ライアンに就任した。1804年に死亡するまでの8年の任期中、業務の多くは補佐官によって行われた。 | [ 24 ]               |
|          | 第11代キノール伯爵トーマス・ロバート・ヘイ＝ドラモンド Thomas Robert Hay-Drummond, 11th Earl of Kinnoull | 1804年4月12日～1866年          | 前任者ロバート・ヘイ＝ドラモンドとその2番目の妻サラ・ハーレー（ロンドン市長トマス・ハーレー閣下の娘）の間にバースで生まれた。 1804年に父親の跡を継いでロード・ライアンとなったが、父親同様職務は補佐官に代行させた。 ロード・ライアン以外では1809～55年にパースシャー民兵の大佐を、1830～66年にはパースシャー（英語版）統監を務めた。 1866年にトーキーで死去。 | [ 24 ] [ 25 ] [ 26 ] |
|          | ジョージ・バーネット George Burnett                                                                      | 1866年7月26日～1890年          | 1822年にケムネー（英語版）第5代当主ジョン・バーネットの息子として誕生。 1845年に法廷弁護士会（英語版）に入会が認められ、1863年にライアン補佐官に任命され事実上の紋章官トップとなった。3年後にキノール伯爵の跡を継ぎ四半世紀近くの間ロード・ライアンを務めた。 | [ 27 ]               |
|          | サー・ジェームス・バルフォア・ポール Sir James Balfour Paul                                              | 1890年3月12日～1926年          | 1846年に誕生、エディンバラ王立高校（英語版）、エディンバラ大学で教育を受け、1870年に法廷弁護士に認められた。1879～90年に友愛組合（英語版）登記官、1883～1902年に法廷弁護士会会計を務め、1890年にロード・ライアンに就任した。1900年に騎士号を与えられ、1926年の引退直前にはロイヤル・ヴィクトリア勲章ナイト・コマンダーに叙せられている。また、聖ヨハネ騎士団コマンダー、シッスル騎士団秘書官、スコットランド好古家協会（英語版）フェローなどの称号を受けている。 | [ 28 ] [ 29 ]        |
|          | ジョージ・シットウェル・キャンベル・スウィントン George Sitwell Campbell Swinton                         | 1927年～1929年                 | 1859年に生まれ。陸軍の軍人として第71歩兵連隊（ハイランド）（英語版）に配属され、1888～94年にはインド総督副官を務めた。保守党の政治家として複数の地方職を務め、また、マーチ・パーシヴァント（英語版）を務めた。1923－26年にアルバニー・ヘラルド、1927～29年にロード・ライアンおよびシッスル騎士団秘書官を務めた。 | [ 30 ]               |
|          | サー・フランシス・ジェームス・グラント Sir Francis James Grant                                           | 1929年～1945年                 | 1884－88年にマーチモント・ヘラルドを務めたジョン・グラントの息子として、1863年に生まれた。 1886年5月17日にカリック・パーシヴァント（英語版）に任命され、1898年9月8日にはロスシー・ヘラルド兼ライアン官吏記録管理官に昇格した。1929年5月10日にロード・ライアンに任命され、1935年にはロイヤル・ヴィクトリア騎士団ナイト・コマンダーに叙せられた。1945年6月30日に引退。 | [ 31 ]               |
|          | サー・トマス・インズ・オブ・レアニー Sir Thomas Innes of Learney                                         | 1945年～1969年                 | 1893年に生まれ、1926～35年にカリック・パーシヴァント、1935～45年にアルバニー・ヘラルドを務めた。1967年6月10日にロイヤル・ヴィクトリア騎士団ナイト・コマンダーに叙せられ、1969年に引退した。 | [ 32 ]               |
|          | サー・ジェームズ・モンテイス・グラント Sir James Monteith Grant                                          | 1969年～1981年                 | 1903年に生まれ、エディンバラ・アカデミー（英語版）およびエディンバラ大学で教育を受けた。1927年にライター・トゥー・ザ・シグネット（英語版）に認定され、1946～57年にカリック・パーシヴァント、1957～69年にマーチモント・ヘラルドを務めた。1969年にロード・ライアンに任命され、ロイヤル・ヴィクトリア騎士団ナイト・コマンダーに叙せられた。1981年に引退。 | [ 33 ]               |
|          | サー・マルコム・インズ・オブ・エディンガイト Sir Malcolm Rognvald Innes of Edingight                     | 1981年～2001年                 | サー・トマス・インズ・オブ・レアニーの息子として1938年に生まれる。1957～58年にフォークランド・パーシヴァント（英語版）、1958年～1971年にカリック・パーシヴァント、1971年～81年にマーチモント・ヘラルドを務め、1966年以降はライアン官吏も兼任していた。1981年にロード・ライアンに任命され2001年に引退、オークニー・ヘラルドとなった。スコットランド紋章学会（英語版）共同発起人、元会長、フェローであるとともに、スコットランド系譜学会名誉会長を務める。1990年にロイヤル・ヴィクトリア騎士団ナイト・コマンダーに叙せられている。 | [ 34 ] [ 35 ]        |
|          | ロビン・オー・ブレア Robin Orr Blair                                                                     | 2001年～2008年                 | 1940年生まれで元事務弁護士。法律事務所のダンダス＆ウィルソン（英語版）及びトルカン・コネルでパートナーを務めた。2001年2月9日にロード・ライアンに任命されており、EUの公共職任命規則にのっとったロード・ライアンとして初めての任命であるとともに、王室府（英語版）の上級職としてロンドンのイギリス政府ではなくスコットランド行政部（現在のスコットランド政府）によって任命された初の例である。2008年に引退し、ロイヤル・ヴィクトリア勲章コマンダーを授与された。 | [ 36 ]               |
|          | ウィリアム・デイヴィッド・ハミルトン・セラー William David Hamilton Sellar                               | 2008年～2014年                 | 1941年に生まれ、オックスフォード大学で歴史を学び教養学士を取得した後エディンバラ大学で法学学士（英語版）を取得した。1966年に事務弁護士となり、1968年からのちに名誉フェローの称号を受けるエディンバラ大学法学部に入った。2008年にロード・ライアンに就任し2014年に引退、同年ロイヤル・ヴィクトリア騎士団メンバーに叙せられた。 | [ 37 ] [ 38 ]        |
|          | ジョセフ・ジョン・モロー The Reverend Canon Dr. Joseph John Morrow                                       | 2014年～                       | 神学と法学で学位を持ち、律修司祭であるとともに法廷弁護士会の会員である。2014年1月17日に任命され、同年2月27日からロード・ライアンを務めている。 | [ 39 ] [ 40 ]        |

### ライアン補佐官
| 個人紋章     | 名前                                                                                              | 任命           | 備考                                                                                                   |
| ------------ | ------------------------------------------------------------------------------------------------- | -------------- | --- |
|              | サー・ウィリアム・カミング・オブ・インバーアロッキー Sir William Cumming of Inverallochy          | 1508年         | マーチモント・ヘラルド兼任 1512年ロード・ライアン就任                                                  |
|              | サー・デイヴィッド・リンジー・オブ・ザ・マウント Sir David Lindsay of the Mount                   | 1528年         | スノーダウン・ヘラルド兼任 1542年ロード・ライアン就任                                                  |
|              | サー・ロバート・フォーマン・オブ・ルスリー Sir Robert Forman of Luthrie                           | 1554年         | ロス・ヘラルド兼任 1555年ロード・ライアン就任                                                          |
|              | サー・デイヴィッド・リンジー・オブ・ザ・マウント（2世） Sir David Lindsay of the Mount (Secundus) | 1568年         | 1591年ロード・ライアン就任                                                                             |
|              | トマス・リンジー Thomas Lindsay                                                                   | 1591年         | |
|              | トマス・ドライスデール Thomas Drysdale                                                            | 1627年         | イズレー・ヘラルド兼任                                                                                 |
|              | ローレンス・オリファント Laurence Oliphant                                                        | 1631年1月31日  | 法廷弁護士                                                                                             |
|              | ハリー・モール・オブ・メルグンド Harry Maule of Melgund                                           | （1636年）     | |
|              | サー・デイヴィッド・バルフォア Sir David Balfour                                                  | 1650年3月20日  | 法廷弁護士 1630年ロード・ライアン就任 後に民事上級裁判所判事                                           |
|              | ニュービス卿サー・ジョン・バード Sir John Baird, Lord Newbyth                                     | 1663年8月15日  | 法廷弁護士 1664年民事上級裁判所判事就任                                                                |
|              | ウィリアム・トムソン・オブ・フェアリーホープ William Thomson of Fairliehope                       | 1666年1月4日   | |
|              | ジェームズ・スキーン James Skene                                                                  | 1677年11月10日 | 共同 キンタイア・パーシヴァント兼任                                                                    |
|              | ロバート・インズ・オブ・ブレアタウン Robert Innes of Blairtoun                                    | 1677年11月4日  | 共同 1687年11月10日から単独                                                                            |
|              | ジェームス・ダグラス・オブ・エーンスロー James Douglas of Earnslaw                                | 1689年5月5日   | |
|              | デイヴィッド・アースキン David Erskine                                                            | 1724年6月6日   | ロスシー・ヘラルド兼任                                                                                 |
|              | ジョン・ダンダス・オブ・ニューホールズ John Dundas of Newhalls                                    | 1728年11月1日  | |
|              | トマス・ダンダス・オブ・フィンガスク Thomas Dundas of Fingask                                     | 1744年6月18日  | オークニー＆シェトランド選出国会議員                                                                   |
|              | トマス・ブロディー Thomas Brodie                                                                  | 1754年8月30日  | |
|              | ロバート・ボスウェル・オブ・セント・ボスウェルズ Robert Boswell of St. Boswells                   | 1770年11月2日  | 1795年のフック＝キャンベル卿の死から翌1796年のキノール卿の就任までの間、暫定ロード・ライアンを務める。 |
|              | ジェームズ・ホーム・オブ・リンハウス James Home of Linhouse                                       | 1796年8月8日   | |
|              | デイヴィッド・クライン David Clyne                                                                | 1819年2月21日  | 暫定                                                                                                   |
|              | ジョージ・テイト George Tait                                                                      | 1819年4月24日  | 暫定                                                                                                   |
|              | ジョージ・クラーク・クレイギー・オブ・ダンバーニー George Clerk Craigie of Dumbarnie              | 1823年4月1日   | 法廷弁護士                                                                                             |
|              | ジェームス・ティトラー・オブ・ウッドハウスリー James Tytler of Woodhouselee                       | 1827年6月2日   | 共同 1845年から単独                                                                                    |
|              | ジョージ・バーネット George Burnett                                                               | 1863年11月9日  | 1866年ロード・ライアン就任                                                                             |
| 1866年に廃止 |                                                                                                   |                | |